# 镇江市第四人民医院

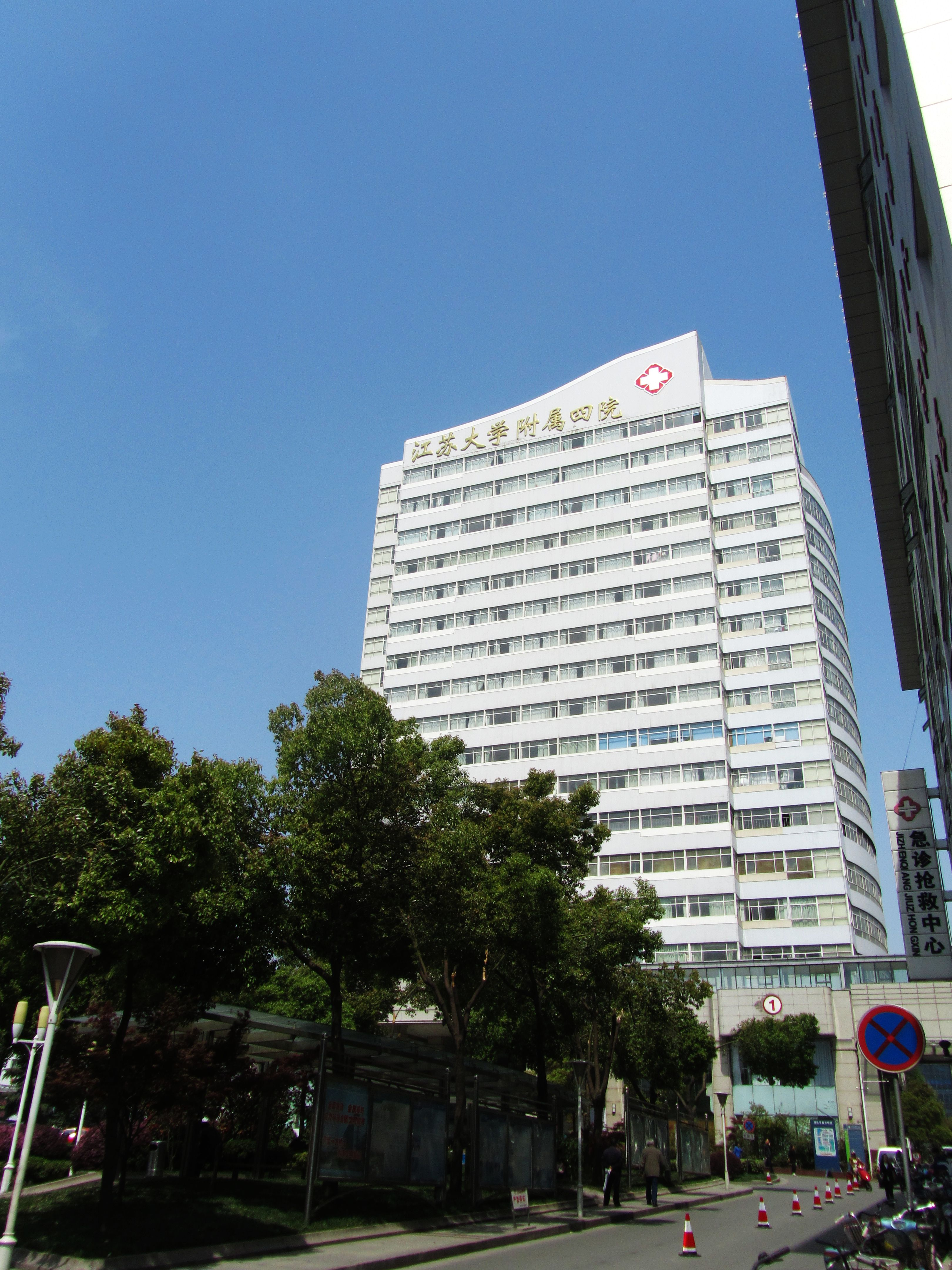
镇江市第四人民医院门诊大楼。

镇江市第四人民医院（江苏大学医学院附属东方医院），是中国江苏省的一所医院，为二级甲等医院，位于镇江市南门大街246号。

## 规模
镇江市第四人民医院总床位560张，日门诊量1500人次。